# Petit & Gebr. Edelbrock
Petit & Gebr. Edelbrock ist eine Glocken- und Kunstgießerei mit Sitz in der westfälischen Stadt Gescher. Das Unternehmen besteht nach eigenen Angaben seit 1690.

## Geschichte

### Anfänge unter den Petits

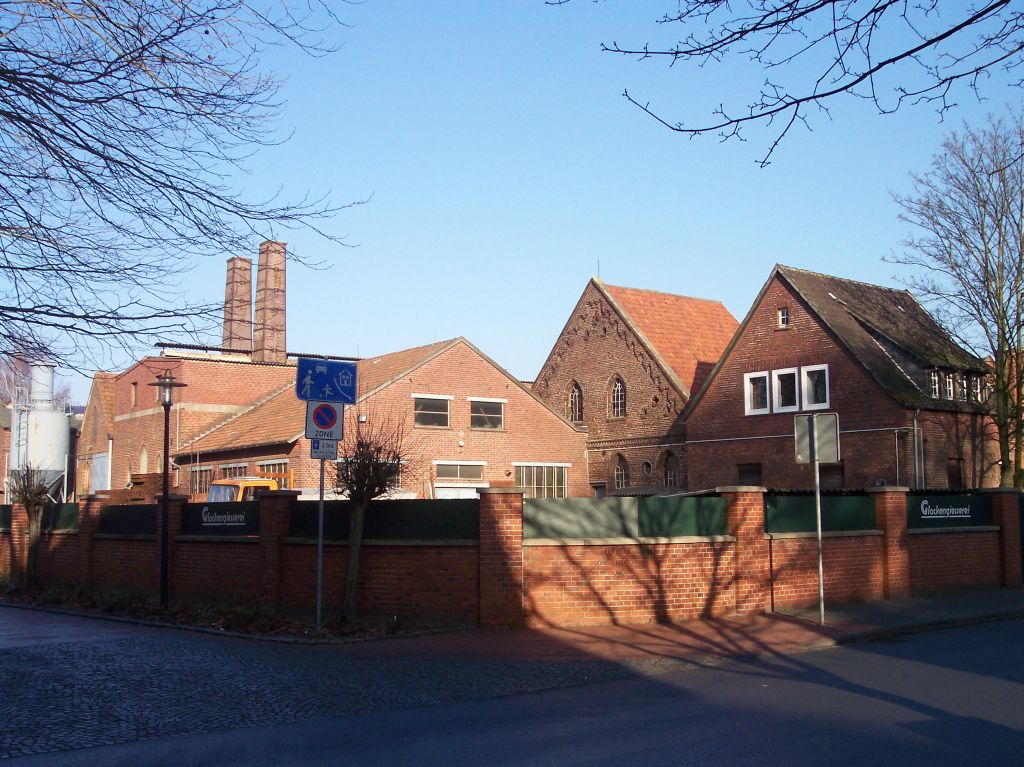
Betriebsgelände der Gießerei

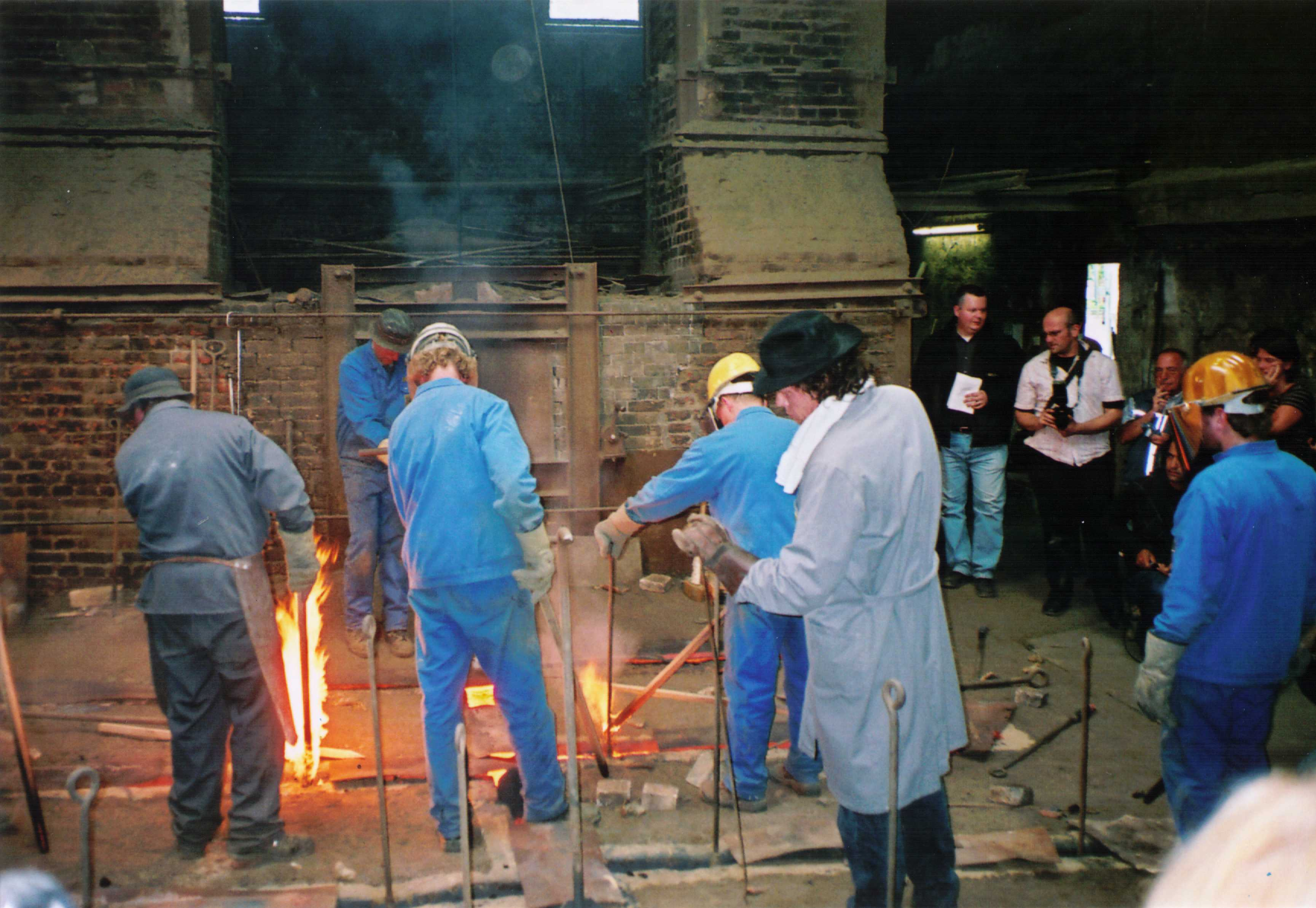
Glockenguss bei Petit & Gebr. Edelbrock am 5. September 2008

Während in den offiziellen Angaben das Jahr 1690 als Gründungsdatum angegeben wird, gibt es jedoch keinen eindeutig belegten Zeitpunkt der Gründung. Das Jahr 1690 bezieht sich auf das Geburtsjahr von Joseph Petit, die Ursprünge des Unternehmens reichen jedoch noch weiter zurück bis in die Mitte des 17. Jahrhunderts nach Lothringen. So heiratete der Glocken- und Kanonengießer Jean Francois Petit am 29. November 1688 Maria Julliens, Tochter des Glockengießers Nicolas Julliens, die ebenfalls die Glockengießerei beherrschte. Nach diesem Familienzusammenschluss gossen sie in den folgenden Jahrzehnten zusammen Glocken. Die Tätigkeitsorte beschränkten sich dabei nicht nur auf Lothringen, sondern erstreckten sich auch auf Deutschland. Im Jahr 1715 zogen die Petits wahrscheinlich infolge der Hugenottenverfolgung und der daraus resultierenden verschlechterten Wirtschaftslage nach Nederweert in die südlichen Niederlande.
In den Jahren von 1718 bis 1721 durchreisten die beiden Brüder Joseph und Jean Petit die Niederlande sowie das Rheinland und auch Westfalen. Dabei gossen sie zusammen mehrere Glocken. Durch die Heirat von Joseph mit Johanna Maria Guns am 27. Januar 1720 kam die Familie in den Besitz der Burg De Donck, in der sie eine feste Glockengießerei einrichteten. Sein Bruder Jean errichtete 1743 in Niederelten bei Emmerich sowie im Jahr 1744 in Hünxe eine Glockengießerei.

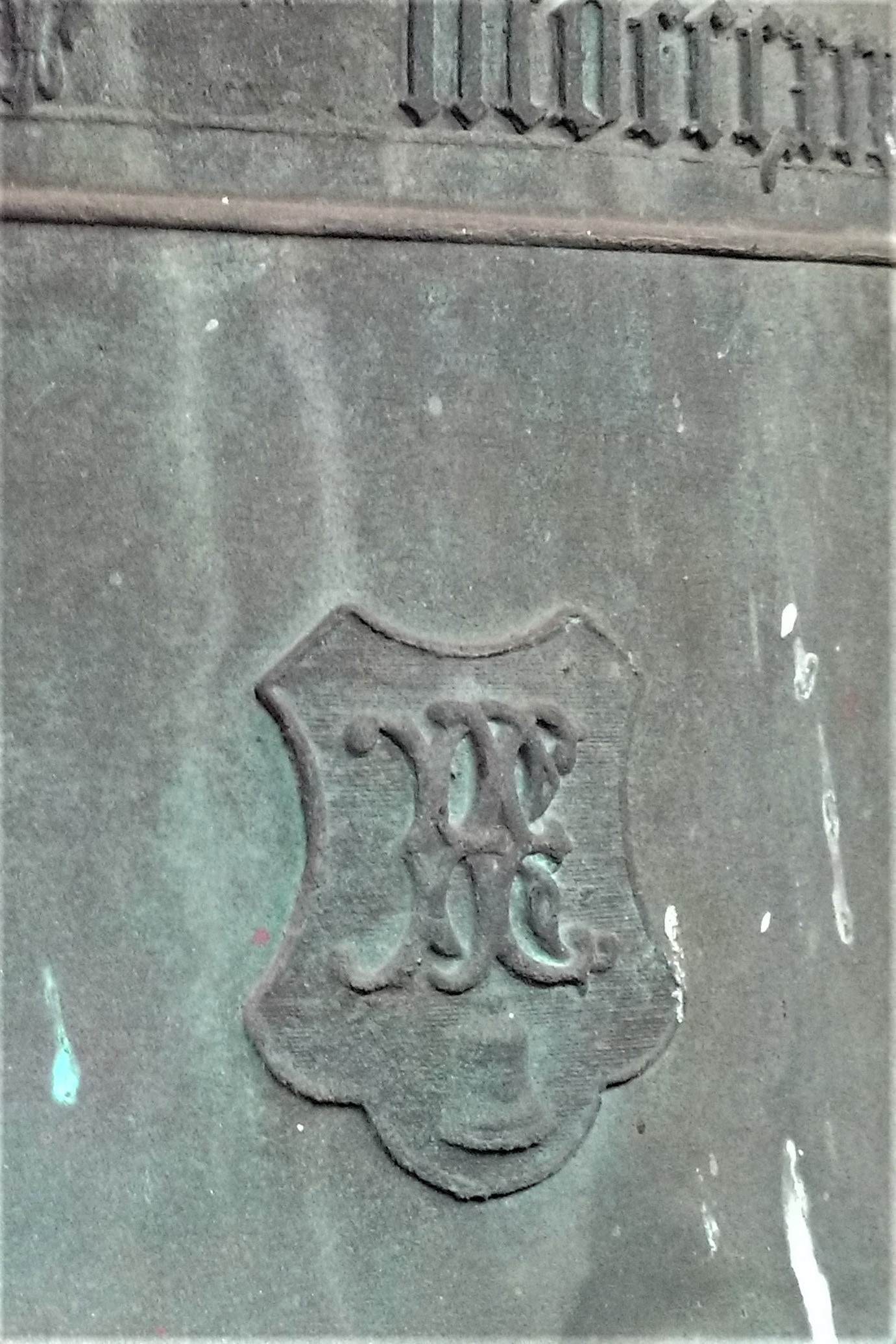
Gießerzeichen von Rudolf Edelbrock

Im Jahre 1745 übernahm Alexius Petit der Ältere als ältester Sohn von Joseph Petit die Glockengießerei. Nebenbei gründete er auch eine Bierbrauerei, allerdings verlor er den Überblick über die Geschäfte, so dass er 1778 gezwungen war, die Burg an die Gebrüder Johan und Philip de Rooij zu verkaufen. In den darauffolgenden Jahren zog er mit seinen Söhnen durch die Niederlande, das Rheinland und Westfalen, wo sie zusammen als Glockengießer tätig waren.
Im Jahre 1787 führte Alexius’ Weg nach Gescher, wo er in den darauffolgenden Jahren eine Gießerei errichtete. Die erste in Gescher gegossene Glocke war der Umguss einer Glocke von St. Pankratius. Sein Sohn Alexius Petit der Jüngere gewährte in den 1790er Jahren erstmals längere Garantiezeiten von bis zu vier Jahren. Nach dem Tod des Vaters im Jahr 1801 ließ sich Alexius d. J. am 19. Februar 1806 endgültig in Gescher nieder. Im Dezember heiratete er die aus Horstmar stammende Maria Theodora Catharina Agnes Elisabeth Edelbrock und wurde am 2. Januar 1808 Bürger der Stadt Gescher. Direkt nach seiner Niederlassung in Gescher errichtete Alexius d. J. an der Hofstraße ein Betriebsgelände mit einem Ofen mit einem Fassungsvermögen von 5000 kg. Seine besonderen Fähigkeiten als Glockengießer wurden am 26. Juli 1841 in der Düsseldorfer Zeitung erwähnt, wonach er bis zu diesem Zeitpunkt 447 Glocken ohne einen einzigen Fehlguss gegossen habe, von denen zudem nicht eine gesprungen sei.

### Gebrüder Edelbrock (1823–1912)
Die Ehe mit seiner Frau blieb kinderlos, daher entschloss sich Alexius d. J. 1823, seine beiden Neffen Joseph und Bernhard Wilhelm Edelbrock in das Unternehmen aufzunehmen. Nach dem Tod von Alexius d. J. im Jahr 1842 führten sie das Unternehmen als Petit & Gebr. Edelbrock fort. Sie wurden auf der Pariser Weltausstellung 1855 mit der Silbermedaille geehrt. Nach dem Tod Bernhard Wilhelms im Jahr 1859 und Josephs Tod im Jahr 1885 ging die Gießerei auf Rudolf Edelbrock über, der bereits die Leitung des Unternehmens übernommen hatte. Aus seiner Ehe mit Crescentia Mayer aus Hechingen ging Carl Edelbrock hervor, der 1899 die Gießerei übernahm. Er gilt als der bedeutendste Glockengießer der Familie Edelbrock und fertigte eine Reihe von bekannten Glocken und Geläuten, wanderte allerdings im Jahre 1912 in die USA aus.

### Leitung unter der Familie Hüesker (1912 bis 2010)

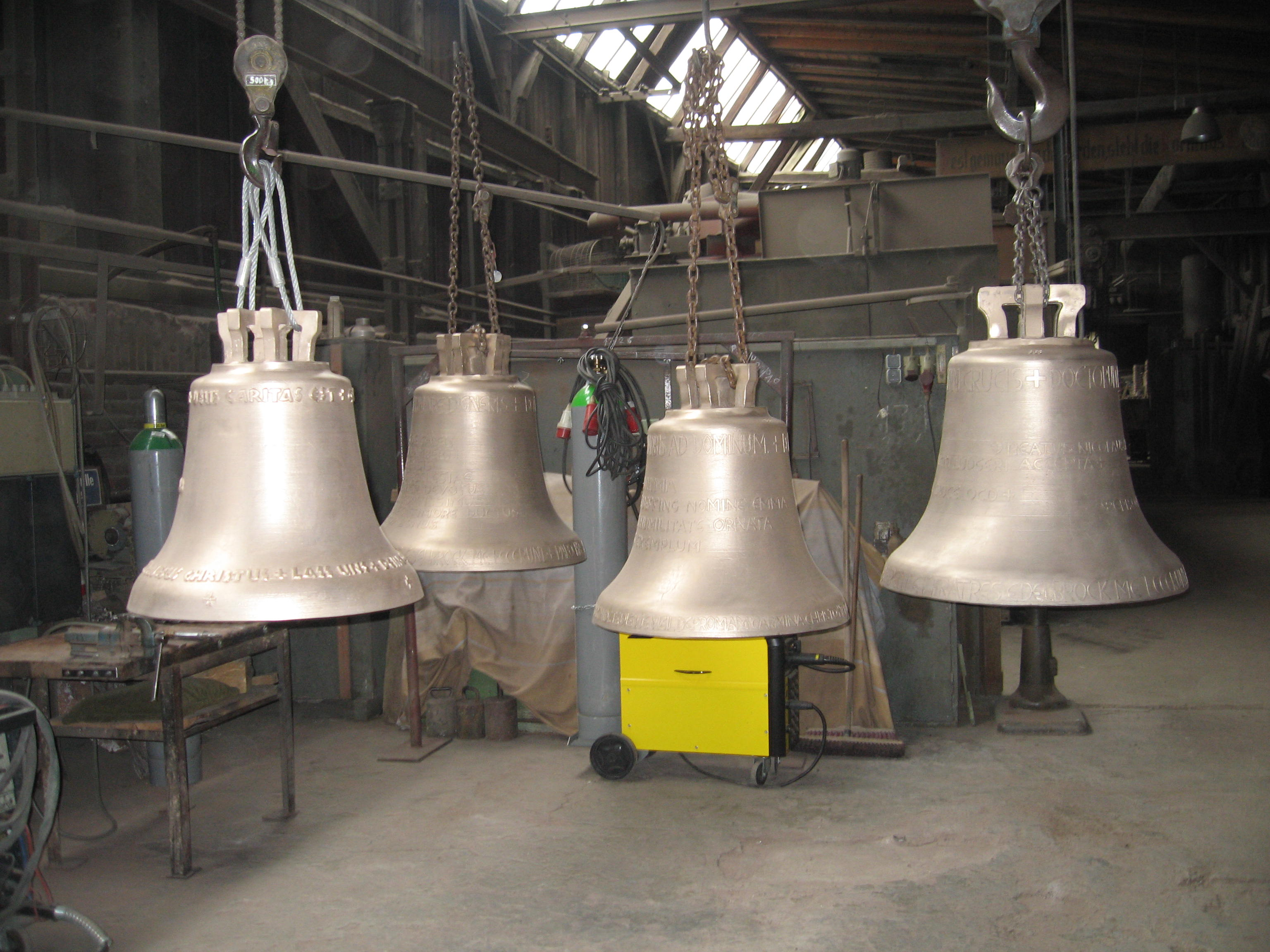
Vier neue Glocken für St. Lamberti in Münster (Westfalen), gegossen am 5. September 2008

Weil Carl Edelbrocks einziger Sohn bei einem Unfall ums Leben gekommen war, übertrug er seinem Freund und Verwandten Werner Hüesker die Leitung des Unternehmens. Hüesker führte die Gießerei durch die schwierige wirtschaftliche Situation während des Ersten Weltkriegs und der Hyperinflation während der Weimarer Republik. Nachdem sich die wirtschaftliche Lage verbessert hatte, wurde 1925 eine dritte Glockengrube sowie ein 13.000 kg fassender Ofen errichtet. Dieser Ofen ist heute noch in Betrieb.
Nach dem Tod von Werner Hüesker im Jahr 1932 übernahm sein Sohn Hans die Gießerei. Im Zweiten Weltkrieg wurde der Guss von neuen Glocken untersagt und die Produktion beschränkte sich auf Rüstungskomponenten sowie Rohre, Siphons und Sechswegehähne. Nach Ende des Krieges und Beseitigung von Kriegsschäden wurde die Produktion von Glocken wieder aufgenommen. Die erste gegossene Glocke war für die Notkirche in Coesfeld bestimmt. Im Oktober 1948 erfolgte der Guss des größten in Deutschland gegossenen Geläuts nach dem Zweiten Weltkrieg für die katholische Pfarrgemeinde in Lindenberg im Allgäu mit einem Gesamtgewicht von 18.500 kg.
Im Jahr 1956 wurde die Produktion von Grauguss aufgenommen, jedoch wenige Jahre später wieder eingestellt, da die hierfür mittlerweile notwendig gewordenen Maschinen nicht in die Werkshallen gepasst hätten. Stattdessen wurde auf die Produktion von Kunstguss gesetzt.
Nach dem Tod von Hans Hüesker im Jahr 1979 übernahm seine Frau Florence Hüesker das Unternehmen. Sie hatte sich bereits seit der Hochzeit 1959 darin engagiert. Im Jahr 1988 goss sie die mit 13.000 kg bisher schwerste nach dem Zweiten Weltkrieg in Deutschland entstandene Glocke. Im Jahr 1995 – nach dem Tod von Florence Hüesker – ging die Leitung der Gießerei auf den Sohn Hans-Göran Hüesker über, unter dessen Leitung computergesteuerte Brennprozesse eingeführt wurden.
Hans Göran Hüesker starb am 17. August 2019 im Alter von 58 Jahren.

### Insolvenz und Neubeginn
Am 27. Juli 2010 wurde beim Amtsgericht Münster ein Antrag auf Eröffnung des Insolvenzverfahrens wegen drohender Zahlungsunfähigkeit gestellt. Ziel war es, im Rahmen des Insolvenzplans die notwendigen Sanierungsmaßnahmen umzusetzen und die Glockengießerei wieder zukunftsfähig zu machen. Das Insolvenzverfahren wurde mit Datum vom 24. September 2012 beendet. Mit einer überarbeiteten Strategie und einem neuen Erscheinungsbild konzentriert sich das Unternehmen seitdem auf die Glocken- und Kunstguss-Manufaktur und bietet zusätzlich einen Shop und Führungen durch die denkmalgeschützte Produktion an.
Die Geschäftsführung hatte vom 1. März 2012 bis zum 31. März 2016 der Düsseldorfer Unternehmer Rainer Esser inne. In diesem Zeitraum wurden über 100 Glocken zwischen 200 und 4800 kg für den nationalen und internationalen Markt gegossen. Ebenso übernimmt das Unternehmen im Bereich Kunstguss Aufträge für Künstler aus Deutschland und dem benachbarten Ausland.
2014 wurden große Teile des Betriebes unter Denkmalschutz gestellt.
Als Nachfolger von Rainer Esser übernahm 2016 und 2017 Andreas Hahner aus Oelde die Geschäftsleitung, 2018 wurde er von Dirk Hüttemann abgelöst. Das Unternehmen beschäftigt heute (Stand 2021) wieder 26 Mitarbeiter. In der Nachfolge hat Ellen Hüesker, Witwe des verstorbenen Hans-Göran Hüesker, die Unternehmensführung 2023  übernommen.

## Werke (Auswahl)
| Name                                                       | Ort                                                       | Nominal                                  | Masse (in kg)       | Gießer                                                          | Gussjahr            | Anmerkungen |
| ---------------------------------------------------------- | --------------------------------------------------------- | ---------------------------------------- | ------------------- | --------------------------------------------------------------- | ------------------- | --- |
| Maria                                                      | Wetten, St. Petrus                                        | b1                                       | ca. 370             | Jean Petit                                                      | 1721                | 1946 aufgrund von kriegsbedingter Beschädigung nach historischer Vorlage umgegossen. |
| Antonius                                                   | Kevelaer, St. Antonius Abt                                | as1                                      | ca. 550             | Jean Petit                                                      | 1721                | |
| 1-Glocke                                                   | Wetten, St. Petrus                                        | as1                                      | ca. 500             | Johann Petit                                                    | 1738                | |
| Gangolfus                                                  | Heinsberg, St. Gangolf                                    | des1                                     | ca. 1.930           | Alexius d. Ä. und Petrus Petit                                  | 1764                | Es handelt sich dabei um eine der größten Glocken dieser Gießer. Sie wurde auf der Burg De Donck bei Aarle-Rixtel gegossen.                                                                                     |
| Salvator                                                   | Ottmarsbocholt, St. Urban                                 | f1                                       | 900                 | Alexius Petit d. Ä.                                             | 1784                | |
| 2-stimmiges Geläut                                         | Dinslaken, St. Vincentius                                 | f1–as1                                   | 1.240               | Alexius Petit d. Ä.                                             | 1785                | |
| 1-Glocke                                                   | Vechta, St. Georg                                         | d1                                       |                     | Alexius Petit d. Ä.                                             | 1790                | |
| Brigida                                                    | Legden, St. Brigida                                       | d1                                       |                     | Alexius Petit d. Ä.                                             | 1796                | |
| unbekannt                                                  | Vreden, St. Georg                                         | c1                                       | ca. 2.500           | Alexius Petit d. J.                                             | 1822                | eine der größten noch erhaltenen Glocken in Westfalen aus dem Anfang des 19. Jahrhunderts |
| 4-stimmiges Geläut                                         | Wesel, Willibrordi-Dom                                    | a0–h0–cis1–e1                            | 9.798               | Alexius Petit d. J.                                             | 1832                | |
| 3-stimmiges Geläut                                         | Sindorf, St. Maria Königin                                | e1–fis1–gis1                             | 2.075               | Joseph und Wilhelm Edelbrock                                    | 1850                | Es handelt sich hierbei um eines der ältesten, noch vollständig erhaltenen Geläute dieser Gießerei. 1967 wurde eine vierte Glocke (Nominal h1) von derselben Firma hinzugegossen.                               |
| Alte Maria                                                 | Solingen-Wald, St. Katharina                              | c2                                       | 210                 | Theodor Hugo und Rudolf Edelbrock                               | 1865                | |
| 1-Glocke                                                   | Gleschendorf, Friedhof                                    | e2                                       | ca. 160             | Joseph Edelbrock                                                | 1873                | Hing ursprünglich in der kath. Kirche Maria Königin in Ahrensbök, diese wurde 2013 profaniert und die Glocke wurde von der Gemeinde 2018 dem Friedhof geschenkt                                                 |
| 1-Glocke                                                   | Gelsenkirchen-Rotthausen, ehem. St. Mariä Himmelfahrt     | b1                                       | 367                 | Rudolf Edelbrock                                                | 1894                | |
| 6-stimmiges Geläut                                         | Bad Homburg, St. Marien                                   | b0–d1–f1–g1–a1–b1                        | 7.984               | Carl Edelbrock                                                  | 1894                | Die g1 musste 1949 von Hans Hüesker neu gegossen werden |
| 9-stimmiges Geläut                                         | Fulda, Fuldaer Dom                                        | h0–cis1–dis1–e1–fis1–gis1–a1–h1–fis2     | unbekannt           | Carl & Rudolf Edelbrock                                         | 1897                | einzig erhaltene Glocke ist die Salvatorglocke in h0 |
| 4-stimmiges Geläut                                         | Giesel, St. Laurentius bei Fulda                          | gis1–h1–cis2–g2                          | 1.225               | Petit & Gebr. Edelbrock (1950) / Hans Hüesker (1971)            | 1950 1971           | 1950 erfolgte eine Neubeschaffung der 1942 im Zweiten Weltkrieg eingeschmolzenen Glocken. 1971 Neuguss der 1962 von Monasterium Eijsbouts neu beschafften St.-Laurentius- und St.-Anna-Glocken.                 |
| 15-stimmiges Glockenspiel                                  | Denver, St.-John’s-Cathedral                              | a0                                       | 17.500              | Carl Edelbrock                                                  | 1905                | nur die größte Glocke schwingt |
| 7-Stimmiges Geläut                                         | Limburg, Limburger Dom                                    | a0–c1–d1–e1–f1–g1–a1                     |                     | Carl Edelbrock                                                  | 1906                | Bis auf die kleinste und die größte Glocke im Zweiten Weltkrieg eingeschmolzen, die eingeschmolzenen Glocken wurde 1948/1949 in der gleichen Tonfolge neugegossen.                                              |
| 2-stimmiges Geläut                                         | Pinneberg, St. Michael                                    | f2–as2                                   |                     | Carl Edelbrock                                                  | 1907                | 1917 musste die größere der beiden Glocken abgeliefert werden, sie wurde 1956 nachgegossen |
| Osanna                                                     | Fulda, Fuldaer Dom                                        | gis0                                     | 5.526               | Carl Edelbrock                                                  | 1908                | nicht erhalten; Ersetzt 1953 durch Neuguss von Friedrich Wilhelm Schilling |
| 4-stimmiges Geläut                                         | Bonn, St. Elisabeth                                       | c1–es1–f1–g1                             | 6.050               | Carl Edelbrock                                                  | 1908                | steht unter Denkmalschutz |
| St. Bernardus                                              | Münster, St.-Paulus-Dom                                   | g0                                       | 5.745               | Carl Edelbrock                                                  | 1911                | im Zweiten Weltkrieg 1942 beschlagnahmt und eingeschmolzen |
| 4-stimmiges Geläut                                         | Damme, St. Viktor                                         | c1–e1–g1–a1                              |                     | Werner Hüesker/Hans Hüesker                                     | 1924/1949           | Die kleinste Glocke ist von 1924, die drei größeren von 1949 |
| 3-stimmiges Geläut                                         | Hörstel-Bevergern, St. Marien                             | as1–b1–c2                                |                     | Werner Hüesker/Hans Hüesker                                     | 1921/1950/1951      | Die b1 ist von 1921, die as1 von 1950 und die c2 von 1951, als Ergänzung zu zwei historischen Glocken (f1, b2 [Wandlungsglocke])                                                                                |
| 3-stimmiges Geläut                                         | Reichenbach/Vogtland, Filialkirche Mariä Himmelfahrt      | fis1–a1–cis2                             |                     | Werner Hüesker                                                  | 1926                | Nur die kleinste Glocke überstand den Zweiten Weltkrieg |
| Kleine St. Michaelisglocke                                 | Lüneburg, St. Michaelis                                   | f1                                       | 1000                | Werner Hüesker                                                  | 1926                | Ergänzung zu drei vorhandenen Glocken (es1–g1–f2) |
| 5-stimmiges Geläut                                         | Köln, St. Aposteln                                        | g0–b0–es1–ges1–b2                        | 12.605              | Werner Hüesker/Hans Hüesker/Florence Hüesker/Hans-Göran Hüesker | 1927/1938/1983/2005 | Ergänzung zu zwei historischen Glocken von Johann von Andernach, 1507, 1509 (des1–f1) |
| 5-stimmiges Geläut                                         | Hamburg-Barmbek-Süd, St. Sophien                          | cis1–e1–fis1–a1–h1                       |                     | Werner Hüesker/Hans Hüesker                                     | 1928/1960           | Die a1 ist von 1928, die anderen wurden 1960 neugegossen |
| Antoniusglocke                                             | Papenburg, St. Antonius                                   |                                          |                     | Werner Hüesker                                                  | 1929                | |
| Theresia                                                   | Gelnhausen, St. Peter                                     | e2                                       | 120                 | Hans Hüesker                                                    | 1932                | |
| 3-stimmiges Geläut                                         | Mosbach, St. Cäcilia                                      | gis0–h0–cis1                             |                     | Hans Hüesker                                                    | 1935                | Ursprünglich für die Abtei Grüssau, 1966 von Perner klangkorrigiert |
| Remigius                                                   | Leverkusen, Pattscheid, St. Engelbert                     | es2                                      | 150                 | Hans Hüesker                                                    | 1938                | Ergänzung zu der Glocke von 1735 Johann Gottfried Wittwerck |
| 3-stimmiges Geläut                                         | Coesfeld, Große Kreuzwegkapelle                           | c2–d2–f2                                 |                     | Hans Hüesker                                                    | 1945                | Ursprünglich für die Notkirche gegossen |
| 3-stimmiges Geläut                                         | Beckum, Liebfrauenkirche                                  | h0–d1–e1                                 |                     | Hans Hüesker                                                    | 1946                | |
| 1-Glocke                                                   | Billerbeck, St. Johannes der Täufer                       | cis1                                     |                     | Hans Hüesker                                                    | 1946                | Ergänzung zu zwei Glocken (h0–d1) von Wolter Westerhues |
| 5-stimmiges Geläut                                         | Billerbeck, Propsteikirche St. Ludgerus                   | b0–des1–es1–f1–ges1                      |                     | Hans Hüesker                                                    | 1946                | 1992 goss die Gießerei noch eine große (ges0) hinzu |
| 4-stimmiges Geläut                                         | Dorsten-Holsterhausen, St. Bonifatius                     | f1–a1–c2–d2                              |                     | Hans Hüesker                                                    | 1946                | |
| 5-stimmiges Geläut                                         | Eggenfelden, St. Nikolaus und Stephanus                   | des1–es1–f1–as1–b1                       |                     | Hans Hüesker                                                    | 1946                | |
| 5-stimmiges Geläut                                         | Obertraubling, St. Georg                                  | des1–es1–f1–as1–b1                       | 5.079               | Hans Hüesker                                                    | 1947                | |
| 7-stimmiges Geläut                                         | Lindenberg im Allgäu, Stadtpfarrkirche St. Peter und Paul | g0–a0–c1–d1–e1–g1–a1                     | 18.500              | Hans Hüesker                                                    | 1948                | Bis 2009 größter Neuguss Deutschlands nach dem Zweiten Weltkrieg |
| unbekannt                                                  | Osnabrück, St. Katharinen                                 | g0                                       | 7.002               | Werner Hüesker                                                  |                     | |
| 2-stimmiges Geläut                                         | Berlin-Karlshorst, St. Marien                             | e1–g1                                    | 1.950               | Hans Hüesker/Florence Hüesker                                   | 1936 1991           | |
| 10-stimmiges Geläut                                        | Gronau (Westfalen), St. Agatha                            | h0–d1–e1–e1–fis1–g1–a1–a1–h1–c2          | 10.211              | Hans Hüesker/Florence Hüesker                                   | 1948/1951/1968/1995 | |
| 5-stimmiges Geläut                                         | Minden, Dom zu Minden                                     | h0–d1–e1–fis1–g1                         |                     | Hans Hüesker                                                    | 1948                | Großes Geläut aus 5 Glocken, gezeigt auf der Hannover Messe. 1993 ausgebaut und an die russisch-orthodoxe Kirche in Gifhorn verkauft. Nur noch anschlagbar.                                                     |
| 5-stimmiges Geläut                                         | Limburg, Limburger Dom                                    | c1–d1–e1–f1–g1                           | 7.051               | Hans Hüesker                                                    | 1948/1949           | als Ersatz für die im Zweiten Weltkrieg eingeschmolzenen Glocken, die größte und kleinste erhalten |
| 1-Glocke                                                   | Rosche-Polau, Laurentiuskapelle                           | e2                                       | 140                 | Hans Hüesker                                                    | 1949                | |
| 5-stimmiges Geläit                                         | Gescher, St. Pankratius                                   | h0–d1–e1–fis1–a1                         | ca. 7.200           | Hans Hüesker                                                    | 1949                | |
| 5-stimmiges Geläut                                         | Kahl am Main, St. Margareta                               | h0–d1–e1–fis1–a1                         | 7.321               | Hans Hüesker                                                    | 1949                | |
| 4-stimmiges Geläut                                         | Kriftel, St. Vitus                                        | g1–a1–h1–d2                              |                     | Hans Hüesker                                                    | 1949                | |
| 5-stimmiges Geläut                                         | Mettingen, St. Agatha                                     | c1–d1–f1–g1–a1                           |                     | Hans Hüesker/Hans-Göran Hüesker                                 | 1949/1996           | |
| 3-stimmiges Geläut                                         | Teublitz, Pfarrkirche Herz Jesu                           | g1–a1–c2                                 | 1.350               | Hans Hüesker                                                    | 1949                | Ergänzung zu einer historischen Glocke von 1769 (dis2/e2) |
| 6-stimmiges Geläut                                         | Stadtlohn, St. Otger                                      | h0–cis1–dis1–fis1–gis1–h1                |                     | Hans Hüesker                                                    | 1949                | |
| 5-stimmiges Geläut                                         | Neuss, Päpstliche Basilika St. Quirin                     | cis1–dis1–e1–fis1–gis1                   | 6.440               | Hans Hüesker                                                    | 1949/1959           | cis1/dis1 1949, e1/fis1/gis1 1959, als Ergänzung zu zwei Glocken (gis0–h0) von Heinrich Ulrich, Apolda (1922)                                                                                                   |
| 5-stimmiges Geläut                                         | Borken, St. Remigius                                      | b0–des1–es1–f1–ges1                      |                     | Hans Hüesker                                                    | 1949/1959           | es1 1949, Rest 1959 |
| 3-stimmiges Geläut                                         | Großenlüder, St. Georg                                    | g1–a1–h1                                 |                     | Hans Hüesker                                                    | 1950                | |
| 4-stimmiges Geläut                                         | Nordenau, St. Hubertus                                    | g1–b1–c2–d2                              | 1.445               | Hans Hüesker                                                    | 1950                | |
| 3-stimmiges Geläut                                         | St. Vit, St. Vitus                                        | g-b-c                                    | 550, 310, 210       |                                                                 | 1950                | Christus König, Hl. Maria, Hl. Vitus, Ersatz für die 1942 eingeschmolzenen Glocken |
| 2-stimmiges Geläut                                         | Kirchdorf, St. Nicolai                                    | a1–h1                                    | 680                 | Hans Hüesker                                                    | 1950/1952           | (a1 1950, h1 1952) als Ergänzung zu einer historischen g1 von 1500 |
| 7-stimmiges Geläut                                         | Bocholt, St. Georg                                        | c1–es1–f1–g1–b1–c2–es2                   |                     | Hans Hüesker/Florence Hüesker/Hans-Göran Hüesker                | 1950/1959/1989/2000 | Gl. 3/4 1950, Gl. 5 1959, Gl. 1/2 1989, Gl. 6/7 2000 |
| 4-stimmiges Geläut                                         | Bingen am Rhein, St. Aureus und Justina                   | dis1–fis1–gis1–h1                        | 3.118               | Hans Hüesker                                                    | 1951                | |
| 6-stimmiges Geläut                                         | Rhede, St. Gudula                                         | c1–es1–f1–g1–b1–c2                       |                     | Hans Hüesker                                                    | 1951/2006           | Gl. 2/5 1951, 1/6 2006 |
| 4-stimmiges Geläut                                         | Wilhelmshaven, St. Marien                                 | fis1–a1–h1–d2                            |                     | Hans Hüesker                                                    | 1951/1962           | |
| 13-stimmiges Geläut                                        | Beckum, St. Stephanus                                     | d1–g1–a1–h1–c2–d2–e2–g2–a2–f2–fis2–h2–c3 | 8.549               | Hans Hüesker/Hans-Göran Hüesker/Rainer Esser                    | 1952/2008/2013      | Ergänzung zu zwei historischen Glocken (c1–e1) |
| 6-stimmiges Geläut                                         | Kaiserslautern, St. Maria                                 | b0–des1–es1–f1–as1–b1                    |                     | Hans Hüesker                                                    | 1952                | |
| 4-stimmiges Geläut                                         | Bamberg, Maria Hilf                                       | e1–g1–a1–h1                              | 2.551               | Hans Hüesker                                                    | 1952                | |
| 4-stimmiges Geläut                                         | Mainz-Gonsenheim, St. Stephan                             | h0–e1–fis1–a1                            |                     | Hans Hüesker                                                    | 1952                | Ergänzung zu einer (d1) von Hamm, Frankenthal (1906) |
| 1-Glocke                                                   | Rott, Giersbergkapelle                                    |                                          |                     | Hans Hüesker                                                    | 1952                | Zugleich 13. Station des Kreuzwegs Rott |
| 3-stimmiges Geläut                                         | St. Antonius, Bonn-Dransdorf                              | fis3–a3–h2                               | 1560                | Hans Hüesker                                                    | 1952                | Zwei Glocken (fis3–a3) als Ergänzung zur Glocke (h2) eines 3-stimmigen Geläuts aus 1935 |
| 6-stimmiges Geläut                                         | Landau in der Pfalz, Stadtpfarrkirche St. Maria           | a0–c1–e1–g1–a1–h1                        |                     | Hans Hüesker                                                    | 1953                | laut Fachkreisen eines der besten Geläute der Gießerei |
| 5-stimmiges Geläut                                         | Köln, St. Maria in der Kupfergasse                        | g1–a1–c2–d2–f2                           | 1.608               | Hans Hüesker                                                    | 1953/1974           | Glocke 2-5 1953, Glocke 1 1974 |
| 3-stimmiges Geläut                                         | Dorsten, St. Marien                                       | gis1–h1–cis2                             |                     | Hans Hüesker                                                    | 1954                | Te-Deum-Motiv |
| 5-stimmiges Geläut                                         | Haan, St. Chrysanthus und Daria                           | f1–as1–b1–c2–es2                         | 2.230               | Hans Hüesker                                                    | 1955                | |
| 4-stimmiges Geläut                                         | Köln, St. Andreas                                         | d1–e1–f1–g1                              | ca. 4.260           | Hans Hüesker                                                    | 1955                | |
| 4-stimmiges Geläut                                         | Köln-Mülheim, Liebfrauen                                  | es1–f1–g1–as1                            |                     | Hans Hüesker                                                    | 1955                | |
| 4-stimmiges Geläut                                         | Limburg-Dietkirchen, St. Lubentius                        | as0–c1–es1–f1                            |                     | Hans Hüesker/Florence Hüesker                                   | 1955 1980           | als Ergänzung zu einer historischen Glocke wurden 1955 zuerst die drei kleineren Glocken gegossen und 1980 die große Glocke                                                                                     |
| 1-Glocke                                                   | Pinneberg, St. Michael                                    | f2                                       |                     | Hans Hüesker                                                    | 1956                | Ersatz für die 1917 eingeschmolzene Glocke |
| 4-stimmiges Geläut                                         | Köln, St. Pantaleon                                       | b0–c1–des1–f1                            | ca. 7.550           | Hans Hüesker                                                    | 1956/1957           | Glocke 1 und 3 1956, 2 und 4 1957 |
| 5-stimmiges Geläut                                         | Bergisch Gladbach-Sand, St. Severin                       | fis1–gis1–h1–cis2–e2                     | ca. 1.860           | Hans Hüesker                                                    | 1957                | |
| Maria                                                      | Aachen, Aachener Dom                                      | g0+8                                     | 6.045               | Hans Hüesker                                                    | 1958                | Ersatz für den 1942 zerschlagenen Umguss von Rudolf Edelbrock (1881) |
| 3-stimmiges Geläut                                         | Dorsten-Deuten, Herz-Jesu-Kirche                          | b1–des2–es2                              |                     | Hans Hüesker                                                    | 1958                | |
| 1-Glocke                                                   | Hochheim, St. Peter & Paul                                | c1                                       | 2.254               | Hans Hüesker                                                    | 1958                | Ergänzung zu drei Glocken (d1–f1–a1) von J. G. & J. Schneidewind, Frankfurt/Main |
| Jakobusglocke                                              | Köln, St. Kunibert                                        | c2                                       | ca. 280             | Hans Hüesker                                                    | 1958                | Ergänzung zu zwei historischen Glocken von Martin Legros, 1773 (des1–f1) |
| 5-stimmiges Geläut                                         | Köln, St. Mauritius                                       | as0–c1–es1–f1–as1                        | 9.950               | Hans Hüesker                                                    | 1958/1959/1960      | |
| 5-stimmiges Geläut                                         | Ratingen, St. Peter und Paul                              | es1–f1–as1–b1–des2                       | 3.788               | Hans Hüesker/Florence Hüesker/Andreas Hahner                    | 1958/1994/2017      | Ergänzung zu drei historischen Glocken (b1–des1–ges1) |
| 1-Glocke                                                   | Lübeck, Vorwerker Friedhof (Kapelle 2)                    | e2                                       |                     | Hans Hüesker                                                    | 1959                | Mit Tellerkrone gegossen |
| 1-Glocke                                                   | Berlin-Britz, Hephathakirche                              | h1                                       | 310                 | Hans Hüesker                                                    | 1959                | Ergänzung zu zwei Glocken von Friedrich Wilhelm Schilling (1955) |
| 6-stimmiges Geläut                                         | Köln-Weiß, St. Georg                                      | a1–h1–c2–d2–e2–g2                        | ca. 1.480           | Hans Hüesker                                                    | 1959                | |
| 6-stimmiges Geläut                                         | Gescher, St. Mariä Himmelfahrt                            | a0–c1–e1–g1–a1–h1                        |                     | Hans Hüesker                                                    | 1959                | |
| 4-stimmiges Geläut                                         | Mainz, St. Peter                                          | c1–d1–e1–d2                              | 5.404               | Hans Hüesker                                                    | 1960/1961           | Ergänzung zu einer a0 von 1757. Die drei neuen großen Glocken wurden 1960 gegossen, die kleinste Glocke d2 1961                                                                                                 |
| 5-stimmiges Geläut                                         | Bergisch Gladbach-Heidkamp, St. Joseph                    | es1–f1–g1–b1–c2                          | ca. 3.800           | Hans Hüesker                                                    | 1960                | |
| 2-stimmiges Geläut                                         | Berlin-Zehlendorf, Pauluskirche                           | e1–a1                                    | 1.630               | Hans Hüesker                                                    | 1960                | Ergänzung zu einer Glocke (g1) von Schilling, Apolda (1948) |
| 4-stimmiges Geläut                                         | Mammolshain, St. Michael                                  | e1–fis1–a1–h1                            | 2.750               | Hans Hüesker                                                    | 1960                | Ergänzung zu einer historischen (dis2) von N. Bernhard, Tiefenbach, 1781 |
| 5-stimmiges Geläut                                         | St. Tönis, St. Cornelius                                  | b0–c1–es1–f1–g1                          |                     | Hans Hüesker                                                    | 1960                | |
| 5-stimmiges Geläut                                         | Lohne, St. Josef                                          | c1–es1–f1–as1–b1                         |                     | Hans Hüesker/Hans-Göran Hüesker                                 | 1960/2000           | c1 von 2000, Rest 1960 |
| 4-stimmiges Geläut                                         | Berlin-Zehlendorf, Stephanuskirche                        | gis1–h1–cis2–dis2                        |                     | Hans Hüesker                                                    | 1961                | |
| 4-stimmiges Geläut                                         | Dorsten-Wulfen, St. Matthäus                              | d1–e1–fis1–a1                            |                     | Hans Hüesker                                                    | 1961                | |
| 6-stimmiges Geläut                                         | Essen-Kupferdreh, St. Josef                               | h0–d1–e1–fis1–g1–a1                      | 8.320               | Hans Hüesker                                                    | 1961                | befinden sich jetzt in der Jacobikirche in Perleberg |
| 5-stimmiges Geläut                                         | Gelsenkirchen-Rotthausen, St. Barbara                     | f1-g1-b1-c2-es2                          |                     | Hans Hüesker                                                    | 1961                | |
| 4-stimmiges Geläut                                         | Borken-Gemen, Christus König                              | d1–e1–fis1–a1                            |                     | Hans Hüesker                                                    | 1962                | |
| 4-stimmiges Geläut                                         | Friedrichsdorf, Herz Jesu                                 | g1–a1–c2–d2                              |                     | Hans Hüesker                                                    | 1962                | |
| 4-stimmiges Geläut                                         | Hüls, St. Cyriakus                                        | dis1–fis1–ais1–cis2                      |                     | Hans Hüesker                                                    | 1962                | Ergänzung zu zwei historischen Glocken (cis1/gis1) |
| 6-stimmiges Geläut                                         | Köln, St. Ursula                                          | a0–c1–d1–f1–g1–a1                        | ca. 9.200           | Hans Hüesker                                                    | 1962                | |
| 7-stimmiges Geläut                                         | Körrenzig, St. Peter                                      | c1–es1–f1–g1–as1–b1–c2                   | ca. 6.685           | Hans Hüesker                                                    | 1962                | |
| 5-stimmiges Geläut                                         | Leverkusen, St. Albertus Magnus                           | cis1–e1–fis1–gis1–a1                     |                     | Hans Hüesker                                                    | 1962                | |
| 5-stimmiges Geläut                                         | Rendsburg, St. Martin                                     | a1–c2–d2–e2–g2                           |                     | Hans Hüesker                                                    | 1962/1966           | Große Glocke von 1966, Rest von 1962 |
| 1-Glocke                                                   | Porta-Westfalica-Möllbergen, evang. Kirche                | c2                                       | 260                 | Hans Hüesker                                                    | 1963                | Ergänzung zu einer historischen Glocke (es2) von Johann Brauweiler (1450) |
| 4-stimmiges Geläut                                         | Wesel, St. Martini                                        | fis1–a1–h1–cis2                          |                     | Hans Hüesker                                                    | 1963                | |
| 2-stimmiges Geläut                                         | Berlin, Dorfkirche Wittenau                               | c2–f2                                    | 370                 | Hans Hüesker                                                    | 1964                | Ergänzung zu zwei historischen Glocken |
| 4-stimmiges Geläut                                         | Duisburg, St. Suitbert                                    | es1–f1–g1–b1                             |                     | Hans Hüesker                                                    | 1964                | |
| 7-stimmiges Geläut                                         | Meschede, Abtei Königsmünster                             | h0–d1–e1–fis1–g1–a1–h1                   | 8.060               | Hans Hüesker/Hans-Göran Hüesker                                 | 1964/2002           | g1 2002, der Rest von 1964 |
| Jesus-Maria Joseph, Christ König, Toten                    | Troisdorf, Filialkirche St. Adelheid                      | fis1–a1–h1–d2                            |                     | Hans Hüesker                                                    | 1964                | Kirchenbau von Gottfried Böhm |
| Marien                                                     | Leverkusen, Pattscheid, St. Engelbert                     | b1                                       | 370                 | Hans Hüesker                                                    | 1964                | Ergänzung zu zwei Glocken: Remigius Glocke von 1938 von Hans Hüesker und einer Glocke von 1735 von Johann Gottfried Wittwerck                                                                                   |
| 2-stimmiges Geläut                                         | Berlin-Spandau, St.-Nikolai-Kirche                        | des1–es1                                 | 3.873               | Hans Hüesker                                                    | 1965                | |
| 6-stimmiges Geläut                                         | Köln-Porz, St. Fronleichnam                               | g1–b1–c2–es2–f2–g2                       | ca. 1650            | Hans Hüesker                                                    | 1965/66             | die große Glocke wurde erst 1966 gegossen, die anderen bereits 1965 |
| 6-stimmiges Geläut                                         | Oberhausen-Schlad, St. Johannes Evangelist                | cis1–e1–fis1–a1–h1–cis2                  | ca. 5.170           | Hans Hüesker                                                    | 1965                | |
| 5-stimmiges Geläut                                         | Essen-Bedingrade, St. Franziskus                          | es1–f1–g1–b1–c2                          |                     | Hans Hüesker                                                    | 1966                | |
| 4-stimmiges Geläut                                         | Jever, St. Marien                                         | e1–g1–a1–h1                              |                     | Hans Hüesker                                                    | 1966                | |
| 3-stimmiges Geläut                                         | Köln, St. Mariä Himmelfahrt                               | dis2–fis2–gis2                           | 360                 | Hans Hüesker                                                    | 1966                | |
| 5-stimmiges Geläut                                         | Krefeld, St. Thomas Morus                                 | d1–f1–g1–a1–c2                           | ca. 3.845           | Hans Hüesker                                                    | 1966/1967           | |
| 4-stimmiges Geläut                                         | Timmendorfer Strand, St. Paulus                           | es1–f1–g1–b1                             |                     | Hans Hüesker                                                    | 1966                | |
| 4-stimmiges Geläut                                         | Berlin-Falkenhagener Feld, Zufluchtskirche                | a1–c2–d2–e2                              | 1.020               | Hans Hüesker                                                    | 1967/1968           | |
| 3-stimmiges Geläut                                         | Berlin-Falkenhagener Feld, Jeremia-Kirche                 | g1–b1–c2                                 | 1.372               | Hans Hüesker                                                    | 1967                | |
| 2-stimmiges Geläut                                         | Großenwörden, Marienkirche                                | a1–c2                                    | 670                 | Hans Hüesker                                                    | 1969                | |
| 1-Glocke                                                   | Rodewald, Johanniskirche                                  | g2                                       | 100                 | Hans Hüesker                                                    | 1969                | |
| 3-stimmiges Geläut                                         | Berlin-Lankwitz, Dietrich-Bonhoeffer-Gemeinde             | h1–d2–e2                                 |                     | Hans Hüesker                                                    | 1970                | |
| 2-stimmiges Geläut                                         | Netze, ev. Klosterkirche                                  | g1–c2                                    |                     | Hans Hüesker                                                    | 1971                | Ergänzung zu einer historischen (a1) aus dem 12. Jahrhundert |
| 2-stimmiges Geläut                                         | Dinslaken, St. Vincentius                                 | b1–c2                                    | 605                 | Hans Hüesker                                                    | 1971                | Ergänzung zu zwei Glocken von Alexius Petit der Ältere (1785) |
| 8-stimmiges Geläut                                         | Erwitte, St. Laurentius                                   | h0–d1–e1–fis1–g1–a1–a2–h2                | 8.450               | Hans Hüesker/Hans-Göran Hüesker                                 | 1972 2008           | |
| Martin                                                     | Fritzlar, Fritzlarer Dom St. Peter                        | ais0+3                                   | 3.416               | Hans Hüesker                                                    | 1972                | größte der insgesamt acht Domglocken (sechs historische und eine weitere von 1972) |
| 1-Glocke                                                   | Mainzlar, ev. Kirche                                      | e2                                       |                     | Hans Hüesker                                                    | 1972                | Ergänzung zu zwei Glocken (g2, ais2) |
| 2-stimmiges Geläut                                         | Gelsenkirchen-Rotthausen, ehem. St. Mariä Himmelfahrt     | g2–b2                                    | 120                 | Hans Hüesker                                                    | 1973                | Ergänzung zu einer Edelbrock-Glocke von 1894 und fünf Glocken von Albert Junker (Brilon) von 1947 (b0–c1–es1–f1–as1, b1 Edelbrock)                                                                              |
| 4-stimmiges Geläut                                         | Neustadt in Holstein, St. Johannes                        | gis1–h1–cis2–dis2                        |                     | Hans Hüesker                                                    | 1973                | |
| 1-Glocke                                                   | Paderborn, Busdorfkirche                                  | h0                                       |                     | Hans Hüesker                                                    | 1974                | Ergänzung zu zwei historischen Glocken von 1630 (d1–e1) |
| Josefsglocke                                               | Oberhausen, Propsteikirche St. Clemens                    | f'+9                                     | 775                 | ?                                                               | 1974                | zur Erinnerung an das 100-jährige Bestehen der KAB St. Clemens |
| 4-stimmiges Geläut                                         | Berlin-Steglitz, St. Maria Rosenkranzkönigin              | d1–f1–g1–a1                              | 4.058               | Hans Hüesker                                                    | 1975                | |
| 1-Glocke                                                   | Stade-Bützfleth, St. Nicolai                              | g1                                       | 600                 | Hans Hüesker                                                    | 1976                | Ergänzung zu einer Glocke von der Glockengießerei Radler (1930) |
| 1-Glocke                                                   | Telgte, St. Clemens                                       | fis1                                     |                     | Hans Hüesker                                                    | 1976                | Ergänzung zu zwei historischen und einer Glocke von Monasterium Eijsbouts/Münster |
| 2-stimmiges Geläut                                         | Wilhelmshaven-Heppens, St. Peter                          | h1–d2                                    |                     | Hans Hüesker                                                    | 1977                | |
| 1-Glocke                                                   | Aachen, St. Jakob                                         | d1                                       | 1750                | Hans Hüesker                                                    | 1978                | Ergänzung zu vier historischen Glocken (f1–g1–a1–c2) |
| Papstglocke                                                | Dietkirchen, St. Lubentius                                | as0                                      | ca. 5.000           | Florence Hüesker                                                | 1980                | Gegossen in Anwesenheit einer Vatikanischen Gesandtschaft, geweiht durch Papst Johannes Paul II. am 17. November 1980                                                                                           |
| 7-stimmiges Geläut                                         | Marienbaum, St. Mariä Himmelfahrt                         | b0–des1–es1–f1–ges1–as1–b1               |                     | Florence Hüesker                                                | 1980                | |
| 2-stimmiges Geläut                                         | Bochum-Steinkuhl, St. Martin                              | d2–f2                                    | 315                 | Florence Hüesker                                                | 1980                | Ersatz für eine Glocke (gis2) des Bochumer Vereins von 1970 |
| 1-Glocke                                                   | Berlin-Lübars, Dorfkirche Lübars                          | d2                                       | 200                 | Florence Hüesker                                                | 1980                | Ergänzung zu einer f2 von Franz Schilling & Söhne, Apolda (1907) |
| 4-stimmiges Geläut                                         | Hamburg-Steilshoop, St. Johannis                          | g1–a1–c2–d2                              |                     | Florence Hüesker/Hans-Göran Hüesker                             | 1980 2001           | |
| 5-stimmiges Geläut                                         | Köln, Groß St. Martin                                     | c1–f1–g1–a1–c2                           | 5.437               | Florence Hüesker                                                | 1984                | |
| 4-stimmiges Geläut                                         | Gonzenheim, Heilig Kreuz                                  | f1–as1–b1–c2                             | 2.056               | Florence Hüesker                                                | 1985                | |
| Heilig Geist                                               | Nümbrecht, Heilig Geist                                   | f2                                       | 100                 | Florence Hüesker                                                | 1985                | Ersatz für die nach Brand 1984 als beschädigte eingestufte Glocke e2 von G. Claren (1849). Nach erneuter Begutachtung der Glocke von G. Claren im Jahr 2000 läuten beide Glocken im ungewöhnlichen Duett f2–e2. |
| 5-stimmiges Geläut                                         | Grevenbrück, St. Nikolaus                                 | h0–d1–e1–f1–a1                           |                     | Florence Hüesker                                                | 1986                | Ersatz für vier Stahlglocken vom Bochumer Verein |
| 5-stimmiges Geläut                                         | Oberhausen-Königshardt, St. Barbara                       | es1–f1–g1–as1–b1                         | 3.570               | Florence Hüesker                                                | 1987                | |
| 2-Stimmiges-Geläut                                         | Braunschweig, Katharinenkirche                            | d1–g1                                    | 2.200               | Florence Hüesker                                                | 1987                | Ergänzung zu drei historischen Glocken (h0–d1–e2) |
| Stupa                                                      | San Francisco                                             | e0                                       | 13.000              | Florence Hüesker                                                | 1988                | schwerste in Deutschland gegossene Glocke nach dem Zweiten Weltkrieg |
| Friedensglocke, Clemensglocke, Don Bosco-Glocke            | Oberhausen, Propsteikirche St. Clemens                    | a°+2, c'+7, d'+8                         | 3.150, 1.800, 1.220 | ?                                                               | 1988                | Die 3 Glocken wurden dem insgesamt 6-stimmigen Geläut ein Jahr nach Neuerrichtung des Kirchturms hinzugefügt. Die Friedensglocke ist eine der tontiefsten Bronzeglocken im Ruhrgebiet.                          |
| 6-stimmiges Geläut                                         | Bad Homburg, Herz Jesu                                    | es1–f1–g1–b1–c2–es2                      | 4.000               | Florence Hüesker                                                | 1989                | |
| 3-stimmiges Geläut                                         | Bad Laer, Dreifaltigkeitskirche                           | h1–cis2–e2                               |                     | Florence Hüesker                                                | 1989                | |
| 5-stimmiges Geläut                                         | Osnabrück-Weststadt, St. Elisabeth                        | cis1–dis1–fis1–gis1–h1                   |                     | Florence Hüesker                                                | 1989                | |
| 4-stimmiges Geläut                                         | Marxheim, St. Bonifatius                                  | c1–d1–e1–g1                              | 5.884               | Florence Hüesker                                                | 1989                | |
| 1-Glocke                                                   | Lübeck-Kücknitz, St. Joseph                               | h1                                       |                     | Florence Hüesker                                                | 1989                | Ergänzung zu einer Glocke (d2) von M & O Ohlsson und Ersatz für die im 1. Weltkrieg eingeschmolzene große Glocke                                                                                                |
| 3-stimmiges Geläut                                         | Sulingen, Mariä Heimsuching                               | b1–des2–es2                              |                     | Florence Hüesker                                                | 1989                | |
| 5-stimmiges Geläut                                         | Bielefeld-Brackwede, Bartholomäuskirche                   | d1–e1–fis1–g1–a1                         | ca. 4.968           | Florence Hüesker                                                | 1990                | |
| 4-stimmiges Geläut                                         | Braunschweig-Heidberg, Paul-Gerhardt-Kirche               | b1–es2–f2–as2                            |                     | Florence Hüesker                                                | 1990                | |
| 1-Glocke                                                   | Langeoog, Inselkirche                                     | c2                                       | 300                 | Florence Hüesker                                                | 1990                | |
| 4-stimmiges Geläut                                         | Osnabrück-Westerberg, St. Barbara                         | d1–e1–fis1–a1                            |                     | Florence Hüesker                                                | 1990                | |
| 3-stimmiges Geläut                                         | Porta Westfalica, Evang. Kirche                           | h1–cis2–dis2                             | 915                 | Florence Hüesker                                                | 1990                | Ergänzung zu zwei historischen Glocken (fis1–fis1) |
| Dankglocke                                                 | Spandau, St.-Nikolai-Kirche                               | b0                                       | 3.400               | Florence Hüesker und Hans-Göran Hüesker                         | 1990                | Die Sendung mit der Maus drehte hier ihre Spezialsendung über das Glockengießen. |
| 4-Stimmes Geläut                                           | Soest, Heilig-Kreuz-Kirche                                | f1–g1–as1–b1                             |                     | Florence Hüesker                                                | 1990                | |
| 7-stimmiges Geläut                                         | Ahlen, St. Marien                                         | b0–d1–f1–f–g2–b2–d3                      | ca. 7.296           | Florence Hüesker/Hans-Göran Hüesker                             | 1991/1999           | Ergänzung zu einer historischen Glocke von Gottfried de la Paix |
| Liudger                                                    | Billerbeck, Propsteikirche St. Ludgerus                   | ges0                                     | 7.200               | Florence Hüesker                                                | 1992                | |
| 4-stimmiges Geläut                                         | Frankfurt-Preungesheim, St. Christophorus                 | es1–as1–b1–c2                            | 2.600               | Florence Hüesker/Hans-Göran Hüesker                             | 1992/1996           | Die große Glocke wurde 1992 gegossen, die drei kleineren 1996 |
| 3-stimmiges Geläut                                         | Duisburg-Neudorf, Christuskirche                          | a1–c2–d2                                 | 2.492               | Hans-Göran Hüesker                                              | 1998                | Ergänzung zu einer Glocke (f1) Von Gg. Pfeiffer, Kaiserslautern |
| 3-stimmiges Geläut                                         | Niederreifenberg, St. Johannes der Täufer                 | d1–f1–a1                                 | 2.529               | Hans-Göran Hüesker                                              | 1998                | Ergänzung zu einer Glocke (e2) von Gg. Pfeiffer, Kaiserslautern |
| 5-stimmiges Geläut                                         | Steinhagen, St. Hedwig                                    | e1–g1–a1–h1–d2                           | 3.004               | Hans-Göran Hüesker                                              | 1998                | |
| 2-stimmiges Geläut                                         | Weischlitz-Reuth, Dorfkirche                              | c2–es2                                   | 339                 | Hans-Göran Hüesker                                              | 2001                | |
| 4-stimmiges Geläut                                         | Wiehl, St. Mariä Himmelfahrt                              | h1–dis2–fis2–gis2                        | 723                 | Hans-Göran Hüesker                                              | 2002                | |
| 3-stimmiges Geläut                                         | Steyerberg, St.-Katharinen-Kirche                         | a1–d2–f2                                 | 2.335               | Hans-Göran Hüesker                                              | 2003                | Ergänzung zu einer historischen Glocke (c2) von Thomas Rideweg (1734) |
| 2-stimmiges Geläut                                         | Frankfurt am Main, Kaiserdom St. Bartholomäus             | fis2–a2                                  |                     | Hans-Göran Hüesker                                              | 2004                | Dachreitergeläut |
| Weltjugendtagsglocke (offiziell: Johannes-Paul-II.-Glocke) | Köln, St. Aposteln                                        | g0                                       | 6.700               | Hans-Göran Hüesker                                              | 2005                | Sie wurde von Papst Benedikt XVI. zu Beginn der Vigilfeier beim Weltjugendtag am 20. August 2005 auf dem Marienfeld bei Köln geweiht.                                                                           |
| Gertrudisglocke                                            | Köln, Jesuitenkirche St. Peter                            | f1                                       | 758                 | Hans-Göran Hüesker                                              | 2005                | Ergänzung zu sechs Glocken (g1–as1–a1–b1–c2–f3) |
| Viertelglocke II                                           | Stendal, St. Marien                                       | es3                                      | 40                  | Hans-Göran Hüesker                                              | 2007                | Ergänzung zu 11 Glocken |
| 4-stimmiges Geläut                                         | Münster, St. Lamberti                                     | f1–b2–c2–es2                             |                     | Hans-Göran Hüesker                                              | 2008                | Ergänzung zu vier historischen Glocken (c1–des1–es1–as1) |
| 3-stimmiges Geläut                                         | Münster, Auferstehungskirche                              | h1–d2–e2                                 |                     | Hans-Göran Hüesker                                              | 2010                | Ersatz für drei Glocken von Feldmann & Marschel (1959) wegen Korrosion |
| 2-stimmiges Geläut                                         | Ahlden (Aller), St. Johannis der Täufer                   | cis1–e1                                  | 2.979               | Rainer Esser                                                    | 2013                | Ergänzung zu einer Glocke (fis2) von 1520 |
| 2-stimmiges Geläut                                         | Clausthal-Zellerfeld-Wildemann, Maria-Magdalena-Kirche    | d1–f1                                    | 2.913               | Rainer Esser                                                    | 2015                | Ergänzung zu einer Glocke (a1) von Friedrich Wilhelm Schilling (1964) |
| 3-stimmiges Geläut                                         | Eime, Jakobikirche                                        | dis1–fis1–gis1                           | 3.086               | Andreas Hahner                                                  | 2017                | Ergänzung zu einer Glocke (h1) von der Glockengießerei Radler (1920) |
| 4-stimmiges Geläut                                         | Göttingen, St. Albani                                     | b0–c1–es1–g1                             | 7.792               | Andreas Hahner/Dirk Hüttemann                                   | 2017/2018           | Die zwei kleinen Glocken wurden bereits 2017 gegossen, die beiden großen 2018 |
| 2-stimmiges Geläut                                         | Berlin-Mahlsdorf, Theodor-Fliedner-Heim                   | h1–d2                                    | 481                 | Dirk Hüttemann                                                  | 2019                | |
| 1-Glocke                                                   | Verden (Aller), St. Andreas                               | fis1                                     | 760                 | Ellen Hüesker                                                   | 2021                | |
| 3-stimmiges Geläut                                         | Hüpstedt, St, Martin                                      | e1–gis1–h1                               |                     | Ellen Hüesker                                                   | 2022                | Ersatz für drei Eisenhartgussglocken von 1954 (dis1–e1–fis1) |